# Замок Хантингтон (Ирландия)
Замок Хантингтон (англ. Huntington Castle) или замок Клонегал (англ. Clonegal Castle) — один из замков Ирландии, расположен в графстве Карлоу, на территории земли Клонегал.

## История
Замок Хантингтон был построен в XV веке ирландским кланом Кавинесс и служил резиденцией вождя этого клана. Позже замок захватил барон Эсмонд. В начале XVII века Ирландия была полностью завоевана Англией. Последние независимые ирландские королевства упали. Замок был использован как крепость и опорный пункт для английской колонизации Ирландии — ирландцев выгоняли с их земель и эти земли заселялись английскими и шотландскими колонистами. Замок занимал стратегическое положение. Поэтому во время восстания за независимость Ирландии, которое началось в 1641 году, за этот замок шли бои. Замок взяли под свой контроль повстанцы и над замком взвился флаг Ирландской конфедерации. Только в 1650 году войска Оливера Кромвеля удалось взять замок штурмом во время их похода на Килкенни.
Сейчас замок Хантингтон открыт для туристов и общины. Экскурсии проводят в течение июня-сентября включительно. Замок использовался для съемок фильма «Барри Линдон» режиссера Стэнли Кубрика. Подземелья замка Хантингтон в свое время использовала секта «Брадство Изиды» для своих религиозных мистерий начиная с 1976 года. В замке проводился фестиваль «Солас» в августе 2008 года. Учредителями фестиваля были Оливия Робертсон, ее брат Лоуренс Дардин-Робертсон, его жена Памела Дардин-Робертсон.

## Сады
Семья Эсмонд разбила в Ирландии немало садов в XVII веке. В том числе и сад возле замка Хантингтон. В саду были посажены липы, тисы, дубы, ели, сосны, каштаны, устроены газоны возле самого замка, вырыты пруды по обе стороны от центральной аллеи. Пруды были устроены с декоративной целью, но теоретически в них можно было бы разводить рыбу. В XIX веке возле замка была сделана гидротурбина, которая обеспечивала замок электричеством. Возле замка протекает река Дерри, образующая границу между графствами Уэксфорд и Карлоу. Река образует элемент пейзажа приятный для прогулок в окружающем лесу.

## Призраки
Про замок Хантингтон сложено много легенд. Рассказывают, что возле замка и даже в самом замке видели призраки друидов. Рассказывают, что эти призраки могут навлечь смерть на человека, создать туман, огонь, кровавый дождь. Также что призраки друидов приносили в жертву мужчин и женщин своим богам; и неоднократно спасали замок от осады и штурма.